# Antonio Bosio (generale)
Antonio Bosio (Cremona, 1º marzo 1885 – Savona, 22 febbraio 1967) è stato un aviatore italiano, Medaglia d'argento al Valor Militare nella prima guerra mondiale. Nel dopoguerra divenne il capo di stato maggiore dell'Aeronautica Militare.

## Biografia
Nel 1904 si arruola volontario diventando sottotenente il 14 settembre 1906 a Novara nel Reggimento "Lancieri di Novara" (5º).
Tenente dal 1909, nel 1912 è comandato presso la Scuola di Applicazione di Cavalleria fino al 1913; nel febbraio 1914 passa al Battaglione Aviatori per frequentare il corso di pilota: ottiene il brevetto di pilota di Nieuport nell'ottobre 1914 e pilota militare dello stesso aeroplano nel marzo 1915.
Allo scoppio del conflitto, il 24 maggio 1915, Bosio è assegnato in zona di guerra all'8ª Squadriglia da ricognizione e combattimento Nieuport di Campoformido, dove rimane fino allo scioglimento della squadriglia nell'agosto.
Il 12 luglio Bosio, il Capitano Adolfo Resio ed il Cap. Attilio Calderara bombardano accampamenti su Gorizia decollando di notte.
Dopo un periodo trascorso in Francia per l'addestramento su caccia, torna in Italia ed è assegnato a diversi reparti: come Capitano pilota presso la 2ª Squadriglia caccia di Comina (Friuli-Venezia Giulia) dal 31 gennaio 1916 e presso la 70ª Squadriglia caccia di stanza a Santa Caterina di Pasian di Prato; dall'8 aprile comanda la 75ª Squadriglia caccia del Campo di aviazione di Verona-Tombetta.
Il 19 giugno il Tenente Giuseppe Vanasco, con Bosio ed il Tenente Pietro Danieli abbattono un aereo austriaco sul Monte Cismon (Cismon del Grappa). 
Infine a partire dal 29 agosto 1918 comanda il XXIII Gruppo (poi 23º Gruppo) Aeroplani da Caccia a San Luca di Treviso.
Nel 1921 diviene comandante del 13º Gruppo caccia di Torino e dal 28 maggio 1923 al 29 gennaio 1924 il Colonnello Bosio comanda il 1º Stormo Caccia Terrestre. 
Nel settembre del 1923 vola a Corfù guidando gli aeroplani italiani destinati al corpo di occupazione organizzato per la Crisi di Corfù.
Dal 15 ottobre 1923 entra a far parte dei ruoli della Regia Aeronautica con il grado di comandante di squadriglia del Corpo di Stato Maggiore. 
Al comando del Centro Aviazione da Caccia, nell'aprile 1925 viene promosso vice comandante di stormo, grado la cui denominazione viene mutata in quella di tenente colonnello dell'Arma Aeronautica, ruolo combattente; promosso colonnello nello stesso anno, dal 1º giugno 1927 al 26 agosto 1929 è direttore generale dei Servizi del Materiale e degli Aeroporti.
Nell'agosto del 1929, da generale di brigata aerea, va all'aeroporto di Taliedo come comandante della 1ª Zona Aerea Territoriale (Z.A.T.).
Il 2 aprile 1931 Italo Balbo lo solleva dall'incarico per motivi disciplinari; Balbo gli contesta inoltre il carattere chiuso, suscettibile, freddo che lo rendeva poco adatto alla comunicazione con superiori ed inferiori (quasi tutti i superiori che Bosio aveva avuto avevano notato queste peculiarità caratteriali). 
In maggio va alla direzione dello Stabilimento Costruzioni Aeronautiche e dal 23 settembre 1932 all'8 novembre 1933 riprende la carica di Direttore Generale dei Servizi del Materiale e degli Aeroporti.
Nell'ottobre 1933 diventa generale di divisione e dall'8 novembre esercita la funzione di Capo di Stato Maggiore dell'Aeronautica al posto del generale Giuseppe Valle, temporaneamente inabile al volo (e quindi al servizio) in seguito ad un grave incidente di volo.
È stato Capo di Stato Maggiore dell'Aeronautica dal 23 novembre 1933 al 22 marzo 1934 quando cioè Valle, date le migliorate condizioni fisiche, torna Capo di Stato Maggiore dell'Aeronautica contestualmente alla carica che aveva mantenuto di sottosegretario; il generale Bosio viene nominato giudice del Tribunale speciale per la difesa dello Stato (1926-1943).